# Freeform
Freeform (до января 2016 года — ABC Family) — американский кабельный и спутниковый телеканал, принадлежащий Disney-ABC Television Group, подразделению компании The Walt Disney Company. Аудиторию Freeform составляют преимущественно молодые люди от 13 до 34 лет. В сетке вещания современные семейные программы, в том числе сериалы и фильмы собственного производства, а также ряд проектов в синдикации и популярные кинофильмы. Канал доступен 81 процентам населения.
Телеканал был основан в 1977 году под названием CBN Satellite Service, как расширение Христианского телевидения проповедника Пэта Робертсона. В 1990 году тематика канала стала развлекательной и ориентированной на семейный просмотр. В 1998 был продан News Corporation (дочерняя компания Fox Family Worldwide) и переименован в Fox Family. 24 октября 2001 года вместе с Saban Entertainment продан The Walt Disney Company. 10 ноября того же года название меняется на ABC Family. 6 октября 2015 было объявлено о ребрендинге канала. С 12 января 2016 года канал сменил название на Freeform.

Логотип до января 2016 года

## Программные блоки

### Текущие блоки
- Веселье-воскресенье (англ. Funday) — воскресный блок полнометражных фильмов с акцентом на подростковую, молодежную и семейную аудитории. Запущен в 2014 году.

### Сезонные блоки
- 25 дней Рождества (англ. 25 Days of Christmas)
- 13 ночей Хэллоуина (англ. 13 Nights of Halloween)